# Amsterdam (1688-1712)
De Amsterdam is een linieschip van de Admiraliteit van Amsterdam met een bewapening van 64-68 stukken vernoemd naar de stad Amsterdam. Het schip vertrok in 1689 onder Philips van Almonde naar de Middellandse Zee en nam in 1692 deel aan de slag bij La Hougue onder leiding van kapitein Graaf Lodewijk van Nassau. Het schip is afgevoerd in 1712.